# Ahimsza

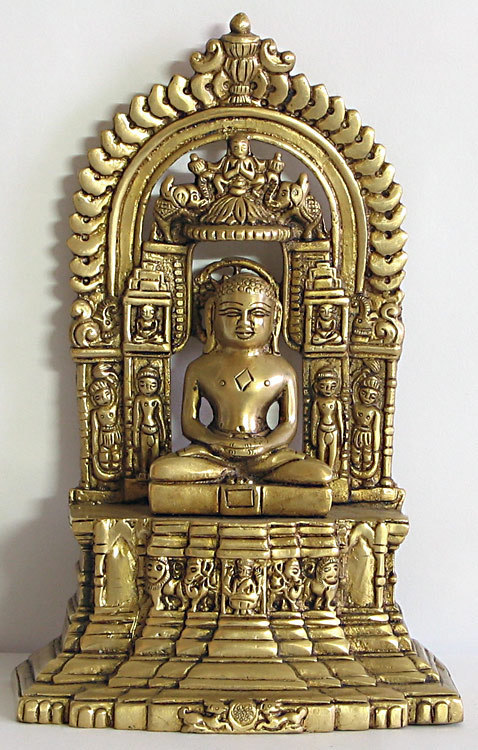
Vardhamána, az ahimsza fáklyatartója

Az ahimsza vagy ahinsza/ahinszá (szanszkrit: अहिंसा; IAST: ahimsā, páli: avihimsā) fogalma, azt jelenti, hogy 'nem bántani' vagy 'nem ártani'. A szanszkrit szó töve hiṃs – támadni, hiṃsā: megsebesíteni vagy ártani. Az a-hiṃsā ennek éppen az ellenkezője. Az ahimsza az ind filozófiában és vallásokban azt is jelenti, hogy erőszakmentesség, amely minden érző lényre vonatkozik - beleértve az állatokat is.

## Keleti vallások és filozófia
Az ahimszát három fő világvallásban alapvető értéknek tekintik: dzsainizmus, hinduizmus és buddhizmus. Többdimenziós koncepciónak számít, amely azon alapul, hogy minden élőlényben ott van az isteni spirituális energia szikrája, amely miatt bárkit bántani olyan, mintha magunkat bántanánk. Az ahimsza szorosan kapcsolódik ahhoz az elképzeléshez, hogy minden erőszakos cselekedetnek negatív karmikus következményei vannak. Míg a hinduizmus ősi tudósai tökéletesítették az ahimsza elveit, a dzsaina etikus filozófiában egyenesen rendkívüli státuszba emelkedett.
Az ahimszában foglalt cselekedetekbe beletartoznak egyaránt a test, a szavak és a gondolatok által elkövetett cselekedetek. A hinduizmus klasszikus művei, mint például a Mahábhárata és a Rámájana, és a modern tudósok egyaránt vitatkoznak azzal kapcsolatban, miképp kell alkalmazni az ahimsza elvét, amikor háborúról vagy önvédelemről van szó. Ők úgy nézik, hogy lehetnek kivételes esetek, amikor az általános szabály csak módosult értelemben érvényes. Így alakultak ki olyan nézetek, mint az "igazságos háború" és a "kellő önvédelem".
Az ind filozófiában igen fontos szerepet kapott a karma törvénye, amely nagy mértékben áthatotta és meghatározta a hindu gondolkodást. A karma törvénye szerint az ember minden egyes cselekedete, amivel környezete felé fordul, egyben meghatározza saját életének alakulását is. A mindenségben lejátszódó jelenségek legrejtettebb történései sem múlnak el nyomtalanul; minden kapcsolatban, összefüggésben áll mindennel. Ez a teljesség törvénye, ami fenntartja a kozmikus rend (rita) harmóniáját, az örök egyensúlyt.
A tett elkerülhetetlenül visszahat a tevőre és okozat-csirákat, ún. szanszkárákat hoz létre. Az ártás, a bántalom, s ennek legsúlyosabb formája, az ölés, minden esetben önös akaratból ered és negatív irányba mutat, tagadása az egyetemesség összetartozásának. Ezért bűn; és a bűnt mindennél jobban jellemzi az elszigetelten önös indíték. Mint igen súlyos vétség, súlyos kihatású szanszkárákat is idéz elő, s ezzel a karmát igen nagy tehertétellel nyomja le. Természetes, hogy az ahimsza szabálya az
értelmes, tudatos lényt, az embert teljes mértékben kötelezi, hiszen a karma törvénye is ezen a fokozaton válik nyilvánvalóvá, s csak az emberi létfokozaton lehet mód a karma-kötelék feloldozására is. Az ahimsza törvényével együtt jár a maitrí, a minden élő iránti együttérzés, szeretet. Nemcsak az emberek, hanem a többi élőlény, például az állatok iránt is.
Az ahimsza erkölcsi tiltásának betöltése megteremti a világ külső és az emberi tudat belső békéjének alapját, amely összekapcsolódva a felebaráti szeretettel, kibontja az emberi- és egyben a természeti környezettel együttélés aranyszabályát. Ilyenkor a tudat szemléletében olyan megfordulás következik be, ami megváltoztatja a közfelfogásban meggyökeresedett erkölcsi normákat.

## Gandhi
Az ahimsza elveinek legnevesebb újkori képviselője Mahátma Gandhi volt.
Gandhi ellenzett mindenféle erőszakot, mert „ha úgy tűnik is, hogy hasznos, a haszon csak átmeneti, de a szörnyűség, amit okoz, maradandó.” Az embernek le kell mondania az erőszak minden formájáról, és ragaszkodjon az igazsághoz, ne engedelmeskedjen igazságtalan törvényeknek. Az Igazság (szatja) követése nem engedi meg az erőszak alkalmazását az ellenféllel szemben. Nézete szerint az ellenfelet inkább türelemmel és szeretettel kell megnyernünk, mert „ami nekünk talán igazságnak tűnik, az ellenfél előtt a szenvedés vállalásával egyértelmű". Gandhi számára az ahimsza a harmadik cselekvési lehetőség a gyávaság és az erőszak mellett: "Hiszek abban, hogy ha csak a gyávaság és az erőszak között lehet választani, akkor az erőszakot javasolnám. ... De hiszek abban, hogy az erőszakmentesség végtelenül felsőbbrendűbb az erőszaknál, a megbocsátás jobb, mint a büntetés."

## Az ahimsza kifinomult formái
Az ahimsza elvét az is megszegi, aki megvetést mutat a másik ember iránt, aki bárkivel szemben oktalanul ellenszenvet vagy előítéletet érez, aki másra rosszallóan tekint, aki más embert gyűlöl, aki mást kihasznál, aki másokról rosszat mond, aki rágalmaz vagy becsmérel másokat, akinek gyűlölködő gondolatati vannak, aki hazudik, vagy aki más embert bármely egyéb módon bántalmaz.
Minden durva, nyers beszéd himsza ('ártás'). Durva szavakkal szólni koldushoz, szomszédhoz, az utca emberéhez, munkatárshoz, beosztottakhoz, élettársunkhoz: himsza. Mások érzéseinek megsértése a viselkedésünkkel, arckifejezésünkkel, a hanghordozásunkkal vagy rosszindulatú szavakkal, szintén himsza. A lenéző hozzáállás vagy a másik emberrel szembeni szándékos udvariatlanság nem más, mint öncélú himsza. Ha nem segítünk mások fájdalmának megszüntetésében, vagy ha nem fordulunk figyelemmel a rászoruló felé, az szintén egyfajta himsza. Ez a mulasztás bűne. Az ahimsza elve alapján óvakodnunk kell a durvaság minden formájától, legyen az közvetlen vagy közvetett, pozitív vagy negatív, azonnali vagy késleltetett.

## Bibliográfia
- Alsdorf, Ludwig. Beiträge zur Geschichte von Vegetarismus und Rinderverehrung in Indien. Akademie der Wissenschaften und der Literatur; in Kommission bei F. Steiner Wiesbaden (1962)
- Bartholomeusz, Tessa In Defense of Dharma. RoutledgeCurzon 2002 ISBN 0-7007-1681-5
- Jindal, K.B.: An epitome of Jainism, New Delhi 1988 ISBN 81-215-0058-3
- Laidlaw, James: Riches and Renunciation. Religion, economy, and society among the Jains, Oxford 1995 ISBN 0-19-828031-9
- Lamotte, Etienne: History of Indian Buddhism from the Origins to the Śaka Era, Louvain-la-Neuve 1988 ISBN 90-6831-100-X
- Mohandas Karamchand Gandhi: Manas: History and Politics, 2 October 1869 – 30 January 1948)
- Sarao, K.T.S.: The Origin and Nature of Ancient Indian Buddhism, Delhi 1989
- Schmidt, Hanns Peter: The Origin of Ahimsa, in: Mélanges d'Indianisme à la mémoire de Louis Renou, Paris 1968
- Tähtinen, Unto: Ahimsa. Non-Violence in Indian Tradition, London 1976 ISBN 0-09-123340-2